# Searsia lucens
Searsia lucens är en sumakväxtart som först beskrevs av John Hutchinson, och fick sitt nu gällande namn av Moffett. Searsia lucens ingår i släktet Searsia och familjen sumakväxter. Inga underarter finns listade i Catalogue of Life.